# Gotlands revir
Gotlands revir var ett skogsförvaltningsområde som omfattade hela Gotland.
Gotlands revir var uppdelat i två bevakningstrakter, den norra och den södra. Inom reviret fanns sju kronoparker med en areal vid 1905 års slut av 3 875 hektar samt 63 andra allmänna skogar om 8 986 hektar, för vilka skogshushållningsplaner upprättats.